# سیج (آستارا)
سیج، روستایی از توابع بخش مرکزی شهرستان آستارا در استان گیلان ایران است.
این روستا در قدیم مکان زندگی خاندان ساسانیان بوده که خانواده و فرزندان چنگیزخان ساسانیان ، یکی از خاندان های محلی آن زمان بوده است و مکان ها نیز دچار تغییراتی در طول زمان شده است . می‌توانید این روستا را در مسیر به سمت گردنه حیران ببینید .

## جمعیت
این روستا در دهستان حیران قرار دارد و براساس سرشماری مرکز آمار ایران در سال ۱۳۸۵، جمعیت آن ۱۷۱ نفر (۳۴خانوار) بوده‌است.